# Selección de fútbol playa de Irán
La Selección de fútbol playa de Irán es el equipo representativo del país en competiciones oficiales, y depende de la Federación de Fútbol de la República Islámica de Irán, el órgano rector del fútbol en ese país.

## Participación en torneos oficiales

### Copas del mundo
El primer juego en copas del mundo para Irán fue ante Canadá en el 2006, el cual perdió en la tanda del penaltis. De hecho, no ganó ningún encuentro en ese torneo. La primera victoria llegó en el 2007, cuando se impuso a España (5:4). Sin embargo, ni en ese evento, ni en los posteriores del 2008 y 2011,  pasó a la segunda ronda.
La suerte cambió en el 2013 cuando el criterio de desempate les favoreció en detrimento de Ucrania y Senegal por el segundo puesto del grupo C: todos tenían una victoria, pero a los asiáticos les favoreció su mejor gol diferencia en los juegos sostenidos entre dichos equipos. En cuartos de final se enfrentaron a los campeones defensores de Rusia y cayeron con apretado marcador de 5:6.

### Clasificación de AFC
La selección iraní ha participado en los seis torneos de clasificación de la AFC, para la copa del mundo de fútbol playa. Su mejor resultado fue en el 2013 cuando logró el primer lugar. En la final derrotó a Japón, a través de los tiros desde el punto penal (5:4), tras quedar empatado el juego a seis goles por bando después del extra tiempo. Además, consiguió una histórica goleada ante Filipinas de 20:0 en la primera ronda.
En los demás eventos ha obtenido el tercer puesto, que le han valido la clasificación a la copa del mundo. Únicamente quedó afuera de la máxima cita mundial el 2009.

### Copa Intercontinental
El mejor desempeño internacional de la selección iraní hasta el 2013, fue en su debut en la Copa Intercontinental cuando se alzó con el título de forma invicta y derrotando al bicampeón Rusia en la final por 4 goles a 3. Además, Mohammad Ahmadzadeh fue elegido como el jugador más valioso.

### Juegos Asiáticos de Playa
Irán se alzó con la medalla de oro en los Juegos Asiáticos de Playa de 2012 de forma invicta, derrotando en la final al país anfitrión, China, por dos goles a cero. Ya en el 2010 había conquistado una presea bronceada, la cual era la primera medalla para el país en la historia de los juegos.

## Estadísticas

### Copa Mundial de Fútbol Playa FIFA
| Copa Mundial de Fútbol Playa FIFA | Copa Mundial de Fútbol Playa FIFA | Copa Mundial de Fútbol Playa FIFA | Copa Mundial de Fútbol Playa FIFA | Copa Mundial de Fútbol Playa FIFA | Copa Mundial de Fútbol Playa FIFA | Copa Mundial de Fútbol Playa FIFA | Copa Mundial de Fútbol Playa FIFA |
| Año                               | Ronda                             | J                                 | G                                 | G+                                | P                                 | GF                                | GC                                |
| --------------------------------- | --------------------------------- | --------------------------------- | --------------------------------- | --------------------------------- | --------------------------------- | --------------------------------- | --------------------------------- |
| 2005                              | No participó                      | No participó                      | No participó                      | No participó                      | No participó                      | No participó                      | No participó                      |
| 2006                              | Fase de grupos                    | 3                                 | 0                                 | 0                                 | 3                                 | 10                                | 18                                |
| 2007                              | Fase de grupos                    | 3                                 | 1                                 | 0                                 | 2                                 | 14                                | 14                                |
| 2008                              | Fase de grupos                    | 3                                 | 0                                 | 0                                 | 3                                 | 8                                 | 16                                |
| 2009                              | No clasificó                      | No clasificó                      | No clasificó                      | No clasificó                      | No clasificó                      | No clasificó                      | No clasificó                      |
| 2011                              | Fase de grupos                    | 3                                 | 0                                 | 0                                 | 3                                 | 13                                | 17                                |
| 2013                              | Cuartos de final                  | 4                                 | 1                                 | 0                                 | 3                                 | 13                                | 16                                |
| 2015                              | Cuartos de final                  | 4                                 | 2                                 | 0                                 | 2                                 | 16                                | 16                                |
| 2017                              | Tercer lugar                      | 6                                 | 2                                 | 2                                 | 2                                 | 21                                | 18                                |
| 2019                              | No clasificó                      | No clasificó                      | No clasificó                      | No clasificó                      | No clasificó                      | No clasificó                      | No clasificó                      |
| 2021                              | No clasificó                      | No clasificó                      | No clasificó                      | No clasificó                      | No clasificó                      | No clasificó                      | No clasificó                      |
| 2024                              | Tercer lugar                      | 6                                 | 4                                 | 1                                 | 1                                 | 27                                | 17                                |
| 2025                              | Cuartos de final                  | 4                                 | 2                                 | 0                                 | 2                                 | 18                                | 16                                |
| Total                             | 9/13                              | 36                                | 12                                | 3                                 | 21                                | 140                               | 148                               |

### Copa Asiática de Fútbol Playa
| Copa Asiática de Fútbol Playa | Copa Asiática de Fútbol Playa | Copa Asiática de Fútbol Playa | Copa Asiática de Fútbol Playa | Copa Asiática de Fútbol Playa | Copa Asiática de Fútbol Playa | Copa Asiática de Fútbol Playa | Copa Asiática de Fútbol Playa |
| Año                           | Ronda                         | J                             | G                             | G+                            | P                             | GF                            | GC                            |
| ----------------------------- | ----------------------------- | ----------------------------- | ----------------------------- | ----------------------------- | ----------------------------- | ----------------------------- | ----------------------------- |
| 2006                          | Tercer lugar                  | 4                             | 2                             | 0                             | 2                             | 19                            | 21                            |
| 2007                          | Tercer lugar                  | 4                             | 2                             | 0                             | 2                             | 20                            | 15                            |
| 2008                          | Tercer lugar                  | 4                             | 2                             | 0                             | 2                             | 11                            | 7                             |
| 2009                          | Cuarto lugar                  | 5                             | 3                             | 0                             | 2                             | 20                            | 12                            |
| 2011                          | Tercer lugar                  | 5                             | 3                             | 1                             | 1                             | 23                            | 11                            |
| 2013                          | Campeón                       | 5                             | 4                             | 1                             | 0                             | 43                            | 13                            |
| 2015                          | Tercer lugar                  | 5                             | 4                             | 0                             | 1                             | 29                            | 12                            |
| 2017                          | Campeón                       | 6                             | 6                             | 0                             | 0                             | 50                            | 11                            |
| 2019                          | Cuartos de final              | 3                             | 1                             | 0                             | 2                             | 10                            | 9                             |
| 2023                          | Campeón                       | 6                             | 6                             | 0                             | 9                             | 54                            | 12                            |
| Total                         | 10/10                         | 47                            | 33                            | 2                             | 21                            | 279                           | 123                           |

## Palmarés
- Clasificatoria de AFC (3): 2013, 2017, 2023.
- Copa Intercontinental (4): 2013, 2018, 2019, 2022.
- Juegos Asiáticos de Playa
  -  Medalla de oro: 2012, 2014.
  -  Medalla de bronce: 2010.
- WAFF Cup (1): 2013.
- Copa Persa de Fútbol Playa (2): 2017, 2018
- Torneo Continental de Fútbol Playa (1): 2016.